# Distrito rural de Langarud
Langarud (em persa: دهستان لنگارود) é um distrito rural no distrito de Salman Shahr, do condado de Abbasabad, na província de Mazandaran, Irã.
No censo de 2006, sua população era de 10 839 habitantes, em 2 985 famílias. O distrito rural possui 25 aldeias.